# Oto Augusto Guilherme Urban
Oto Augusto Guilherme Urban (Joinville, 17 de agosto de 1897 — Joinville, 21 de agosto de 1984) foi um engenheiro e político brasileiro.
Filho de Augusto Urban e de Edwiges Thies Urban, irmã de Augusto Schiefler Thies.
Industrial, foi diretor-gerente da Cipla.
Foi deputado à Assembleia Legislativa de Santa Catarina na 1ª legislatura (1947 — 1951).